# تاريخ معاداة السامية في الولايات المتحدة
اختلفت الآراء بين المؤرخين فيما يتعلق بمدى معاداة السامية في ماضي أمريكا وكيفية تناقض معاداة السامية الأمريكية مع نظيرتها الأوروبية. قلل الطلاب الأوائل للحياة اليهودية الأمريكية من وجود معاداة للسامية في الولايات المتحدة، والتي اعتبروها ظاهرة متأخرة ودخيلة نشأت على الساحة الأمريكية في أواخر القرن التاسع عشر. ولكن أكد العلماء مؤخرًا أنه لم تخلو أي فترة من التاريخ اليهودي الأمريكي من معاداة السامية. استمر الجدال حول أهمية معاداة السامية في الفترات المختلفة من التاريخ الأمريكي حتى يومنا هذا.
لطالما كانت معاداة السامية أقل انتشارًا في الولايات المتحدة بالمقارنة مع أوروبا. سُجلَت أول حادثة حكومية بينت المشاعر المعادية لليهود خلال الحرب الأهلية الأمريكية، حين أصدر اللواء يوليسيس جرانت أمرًا (أُلغاه الرئيس أبراهام لينكولن سريعًا) بترحيل اليهود من أجزاء من تينيسي وكنتاكي وميسيسيبي، إذ كانت هذه المدن تقع تحت سيطرته.
في النصف الأول من القرن العشرين، تعرض اليهود للتمييز في بعض الوظائف، ولم يُسمَح لهم بالدخول لبعض النوادي الاجتماعية ومناطق المنتجعات، ومُنِحوا نسبة محددة في التسجيل في الجامعات، ولم يُسمَح لهم بشراء أملاك معينة. بلغت معاداة السامية قمتها خلال فترة ما بين الحربين العالميتين. أشار نشوء الكو كلوكس كلان في عشرينيات القرن الماضي، وأعمال هنري فورد المعادية للسامية، وخطابات الأب كافلين على الراديو في أواخر ثلاثينيات القرن العشرين إلى قوة الهجمات ضد المجتمع اليهودي.
عقب الحرب العالمية الثانية والهولوكوست، تناقصت المشاعر المعادية لليهود بشكل ملحوظ في الولايات المتحدة. ولكن، في السنوات الأخيرة، ظهر ارتفاع مفاجئ في جرائم الكراهية المعادية للسامية.

## الحقبة الاستعمارية
في منتصف القرن السابع عشر، سعى بيتر ستويفسانت، المدير العام الأخير لمستعمرة نيو أمستردام الهولندية إلى الحفاظ على موقف الكنيسة المصلحة الهولندية الرافض منح الطوائف الأخرى من لوثريين وكاثوليكيين وصاحبيين الحق بتنظيم كنيسة. ووصف اليهود أيضًا بأنهم «مخادعون»، و«بغيضون للغاية»، و«أعداء كارهون وكافرون باسم المسيح». وحذر في رسالة له أنه «بمنحهم الحرية لن نتمكن حينها من رفض اللوثريين والبابويين». ولكن، كانت التعددية الدينية تقليدًا ثقافيًا قانونيًا في نيو أمستردام وهولندا. رفض رؤساؤه في شركة الهند الغربية الهولندية في أمستردام توجهاته في كل مسائل التعصب. قبل ذلك، أعلن سكان بلدة فليشينغ (فلاشينغ، نيويورك) أن «قانون الحب والسلام والحرية» يشمل «اليهود والأتراك والمصريين».
كان هناك اثنا عشر يهوديًا فقط يعيشون في أمريكا الشمالية في القرن السابع عشر. واجه أولئك عددًا من القيود، بما في ذلك، الحرمان من ممارسة المحاماة والطب والفنون والمهن الأخرى. في وقت متأخر من عام 1970، وقبل اعتماد وثيقة الحقوق بعام واحد، كان للعديد من الولايات اختبارات دينية لشغل المناصب العامة، وحافظت كل من كونيتيكيت وميريلاند وماساتشوستس ونيو هامبشاير وساوث كارولاينا على الكنائس القائمة. خلال عدة سنوات من التصديق على الدستور، أزالت ديلاوير وبنسلفانيا وساوث كارولاينا وجورجيا الحواجز التي منعت اليهود من التصويت، لكن لم تسقط هذه الحواجز لعدة عقود في رود آيلاند (1842)، ونورث كارولاينا (1868)، ونيو هامبشاير (1877). على الرغم من هذه القيود، التي طُبقت بشكل غير متساوٍ في أغلب الأحيان، كان عدد اليهود في أمريكا الشمالية في القرنين السابع عشر والثامن عشر أقل من أن يجعل معاداة السامية ظاهرة اجتماعية وسياسية هامة آنذاك (على الرغم من أن معاداة السامية كظاهرة لا تعتمد على وجود اليهود). وساعد الانتقال من التحمل إلى المساواة المدنية والسياسية الكاملة لليهود والتي تبعت الثورة الأمريكية في ضمان عدم تحول معاداة السامية لسياسة حكومية رسمية كما حدث في أوروبا.
بحلول عام 1840، أنشأ اليهود أقلية صغيرة ومستقرة من الطبقة الوسطى مكونة من نحو 15 ألفًا من أصل 17 مليون أمريكي حسب ما تبين في تعداد السكان في الولايات المتحدة. تزاوج اليهود بحرية مع غير اليهود، وواصلوا تيارًا بدأ قبل قرن على أقل تقدير. ولكن، مع زيادة الهجرة لأعداد اليهود لتصل لنحو 50 ألفًا بحلول عام 1848، ظهرت الصورة النمطية السلبية لليهود في الصحف والأدب والدراما والفن ونمت هذه الثقافة العامة عن اليهود وزاد تواتر الهجمات الجسدية أكثر فأكثر.

## في القرن التاسع عشر
وفقًا لبيتر نايت، على مدى القرنين الثامن عشر والتاسع عشر، نادرًا ما مرت الولايات المتحدة بأعمال معادية للسامية مقارنةً بذاك النوع الذي استوطن في أوروبا خلال نفس الفترة.

### الحرب الأهلية
بحلول فترة الحرب الأهلية، اجتمعت التوترات حيال العِرق والهجرة، بالإضافة للمنافسة الاقتصادية بين اليهود وغير اليهود لتشكل أسوأ موجة من معاداة السامية حتى ذاك التاريخ. أدان الأمريكيون المؤيدون منهم والمعارضون لمسألة العبودية اليهود بصفتهم خونة مستفيدين من الحرب، واتهموهم بطرد المسيحيين من أعمالهم والتواطؤ مع العدو.

تأثر اللواء يوليسيس جرانت بهذه المشاعر وأصدر الأمر العام رقم 11 بطرد اليهود من المناطق الخاضعة لسيطرته في غرب تينيسي:
«يُطرَد اليهود، بصفتهم طبقة تنتهك قواعد التجارة الموضوعة من قبل وزارة الخزانة وأوامر الوزارة، وذلك خلال أربع وعشرين ساعة من استلام هذا الأمر.»
أصدر جرانت أمرًا «بعدم السماح لأي يهودي بالسفر على الطريق جنوبًا». وأمر مساعده العقيد جون في. دوبوا «جميع مضاربي القطن واليهود والمشردين الذين لا يملكون وسائل شريفة للدعم» بمغادرة المقاطعة. «يجب إبعاد الإسرائيليين على وجه الخصوص.. فهم مصدر إزعاج لا يُطاق».
ألغى الرئيس أبراهام لينكولن هذا الأمر سريعًا لكن ليس قبل أن يُنفَّذ في عدد من البلدات. وفقًا لجيروم تشانيس، استند قرار لينكولن بإلغاء أمر جرانت بشكل أساسي على «القيود الدستورية المعارضة ...لتمييز الحكومة الفيدرالية لأي مجموعة بمعاملة خاصة». وصف تشانيس الأمر العام رقم 11 بأنه «فريد من نوعه في تاريخ الولايات المتحدة» لأنه كان الإجراء الرسمي الوحيد المعادي للسامية علنًا الذي اتخذته حكومة الولايات المتحدة.

### الهجرة من أوروبا الشرقية
بين عامي 1881 و1920، هاجر ما يقارب 3 ملايين من اليهود الأشكناز من أوروبا الشرقية إلى أمريكا، فارّين من المذابح والأوضاع الاقتصادية السيئة التي سادت في معظم أوروبا الشرقية آنذاك. دفعت المذابح في أوروبا الشرقية، ولاسيما روسيا، موجات اليهود للهجرة بعد عام 1881. قَدِم اليهود إلى جانب العديد من المهاجرين من أوروبا الشرقية والجنوبية للعمل في مصانع ومناجم البلاد الآخذة بالنمو. لم يَثِق الكثير من الأمريكيين بأولئك المهاجرين اليهود.
في حين قدمت الموجة الباكرة من المهاجرين اليهود من ألمانيا، جاءت الموجة الأخيرة (بعد 1880) من نطاق الاستيطان، أي مناطق شرق بولندا وروسيا وأوكرانيا حيث عانى اليهود تحت حكم القياصرة. عانى اليهود إلى جانب الإيرلنديين والأوروبيين الشرقيين والجنوبيين من التمييز في الولايات المتحدة فيما يتعلق بالوظائف والتعليم والتقدم الاجتماعي. انتقدت المجموعات الأمريكية مثل رابطة تقييد الهجرة هؤلاء القادمين الجدد إلى جانب المهاجرين من آسيا وأوروبا الشرقية والجنوبية بصفتهم أدنى مرتبة ثقافيًا وفكريًا وأخلاقيًا وبيولوجيًا. على الرغم من هذه الهجمات، لم يَعُد من يهود أوروبا الشرقية إلى موطنهم إلا القليل، ذلك أنه مهما كانت صور الحرمان التي واجهوها، فقد كان وضعهم في الولايات المتحدة أفضل بكثير من وضعهم في أوطانهم السابقة.
بين عامي 1900 و1924، هاجر قرابة 1.75 مليون يهودي إلى شواطئ أمريكا، ومعظمهم من أوروبا الشرقية. في حين لم تصل أعداد اليهود قبل عام 1900 إلى 1 بالمئة من إجمالي سكان أمريكا، شكلوا بحلول عام 1930 نحو 3.5 بالمئة. ساهم هذا الارتفاع المفاجئ، بالإضافة للحراك التصاعدي لبعض اليهود في عودة ظهور معاداة السامية.
مع زيادة الهجرة الأوروبية لأعداد اليهود في الولايات المتحدة، نما شعور متزايد باختلاف اليهود. عزا جيروم هذا الإدراك إلى حقيقة أن اليهود تركزوا في عدد صغير من المهن: إذ كان معظمهم من مصنعي الملابس وأصحاب المتاجر ومالكي المخازن الكبرى. أشار إلى أن من أُطلِق عليهم «اليهود الألمان» (الذين لم يأتوا في الواقع من ألمانيا فقط، بل من النمسا وبولندا وبوهيميا والبلدان الأخرى أيضًا) وجدوا أنفسهم معزولين بشكل متزايد بسبب معاداة السامية المنتشرة في المجتمع والتي أصبحت أكثر شيوعًا في القرن العشرين وما تزال مستمرة على شكل آثار حتى يومنا الحاضر.